# 山田瑛瑠
山田 瑛瑠（やまだ える、2002年11月18日 - ）は、日本の俳優。

## 出演

### テレビドラマ
2011年
- Dr.伊良部一郎 第7話（園児 役）
- グッドライフ〜ありがとう、パパ。さよなら〜（谷中空 役）
- 警視庁機動捜査隊216Ⅱ 危険な女たち（吉岡翔平 役）

2012年
- ダーティ・ママ! 第2話
- 開拓者たち第一回（阿部史郎〈幼少期〉 役）
- 特命戦隊ゴーバスターズ（子供 役）

2013年
- dinner 第3・8話（木村翔馬 役）
- 世にも奇妙な物語 2013年 秋の特別編（少年 役）

2015年
- 花燃ゆ（杉敏三郎 役）

2017年
- おんな城主 直虎（松下直久〈幼少期〉 役）

2018年
- 相棒 season16 第19話（高田敦 役）

### 映画
- 破れたハートを売り物に「熱海少年探偵団」（2015年2月28日） - ヨシオ 役
- 王妃の館（2015年4月25日） - プティ・ルイ 役
- ちはやふる シリーズ（東宝）真島太一〈少年時代〉 役
  - ちはやふる -上の句-（2016年3月19日）
  - ちはやふる -下の句-（2016年4月29日）
- グランギニョール（2022年10月28日、ダブルフィールド）[3]

### 吹き替え
- くまのプーさん（2011年、ルー）
- アフター・アース（2013年、キタイ〈子供時代〉）
- ローン・レンジャー（2013年、ダニー・リード）
- PAN 〜ネバーランド、夢のはじまり〜（2015年、ピーター〈リーヴァイ・ミラー〉）
- ストレンジャー・シングス 未知の世界（2016年、ウィル・バイヤーズ〈ノア・シュナップ〉）
- ホールドオーバーズ 置いてけぼりのホリディ（2024年、イェジュン・パク〈ジム・カプラン〉[4]）

### 舞台
- 源平布引瀧 実盛物語（2011年） - 太郎吉 役
- 二十四の瞳（2012年）
- エリザベート（2012年） - 少年ルドルフ 役
- SEMPO-日本のシンドラー杉原千畝物語-（2013年） - ソリー少年 役
- クリプトグラム（2013年） - ジョン 役
- ラブ・ネバー・ダイ（2014年） - グスタフ 役

### ラジオ
- ため息にグッドバイ
- 神南の母（ママ）の備忘録（メモワール）

### CM
- マクドナルド・ハッピーセット

### PV
- 7日目の決意（2014年）/UVERworld

「1秒先 向かう者と ただ 訪れる者」UVERworld
テレビアニメ
・蟲師(2014年)　- レキ 役